# CMソング・グラフィティ
『CMソング・グラフィティ』（CM SONG GRAFFITI）は、ゴダイゴが手がけたCMソング集アルバムである。

## 解説
- 1978年1月15日に発売された『VOL.1　 GODIEGO SUPER HITS（ゴダイゴ・スーパー・ヒッツ）』と、1982年6月1日に発売された『VOL.2』がある。
- どちらもスタジオ・アルバムであるが、オリジナル・アルバムとしてはカウントされていない。
- どちらのライナー・ノーツ（歌詞カード）にも、曲ごとにタケカワユキヒデの解説が記載されている。
- 『VOL.1』は全曲英語詞であるが、『VOL.2』には日本語詞の曲が多数収録されている。
- メンバーが座っている大きな赤い椅子が印象的な『VOL.1』のジャケット写真は、横浜市中区元町にある家具店「ダニエル」の前で撮影された。この椅子は現在も同店のトレードマークとして現存する。
- 『VOL.2』は、タイトルが「GRAFFITY」と誤植されている。

## 収録曲
英語表記が先の曲は全詞英語、日本語表記が先の曲は日本語詞あり。

### VOL.1　 GODIEGO SUPER HITS（ゴダイゴ・スーパー・ヒッツ）
1. MIRAGE（ミラージュのテーマ）
  - 作詞:奈良橋陽子　作曲:タケカワユキヒデ　編曲:ミッキー吉野
2. THE MORNING AFTER（モーニング・アフター）
  - 作詞:奈良橋陽子　作曲:タケカワユキヒデ　編曲:ミッキー吉野
3. NOW YOUR DAYS（ナウ・ユア・デイズ）
  - 作詞:奈良橋陽子　作曲:タケカワユキヒデ　編曲:ミッキー吉野
4. IN YOUR EYES（イン・ユア・アイズ）
  - 作詞:Marco Bruno　作曲・編曲:タケカワユキヒデ
    - ゴダイゴ結成前にタケカワが手掛けた作品。タケカワ以外のゴダイゴ（ミッキー吉野グループ）のメンバーは参加していない。
    - この曲には、「FASHION HOUSE SANYO（ファッション・ハウス・サンヨー）」という別名がある。
5. UNCLE JOHN（アンクル・ジョン）
  - 作詞:奈良橋陽子　作曲:タケカワユキヒデ　編曲:ミッキー吉野
    - ゴダイゴ結成前に、タケカワのソロシングルとしてリリース。演奏はミッキー吉野グループ。
    - 作詞者について、本アルバムでは奈良橋陽子となっているが、「ゴダイゴ永遠のオデュッセイア」（1980年7月・徳間書店）では、旧友の小山譲治（ジョージ小山）であるとタケカワは証言している。このためか、「シングル・コレクション」ではジョージ小山とクレジットされている。
6. SALAD GIRL（僕のサラダ・ガール）
  - 作詞:奈良橋陽子　作曲:タケカワユキヒデ　編曲:ミッキー吉野
7. SPRINTER LIFTBACK（スプリンター・リフトバック）
  - 作詞:奈良橋陽子　作曲:タケカワユキヒデ　編曲:ミッキー吉野
8. WHAT DID YOU DO FOR TOMORROW（ホワット・ディド・ユー・フォア・トゥモロー）
  - 作詞:Marco Bruno　作曲:タケカワユキヒデ　編曲:ミッキー吉野
9. SYMFONICA（シンフォニカ）
  - 作詞:奈良橋陽子　作曲:タケカワユキヒデ　編曲:ミッキー吉野
10. SMILE（スマイル）
  - 作詞:奈良橋陽子　作曲:タケカワユキヒデ　編曲:ミッキー吉野
    - ゴダイゴ結成前に、タケカワのソロシングルとしてリリース（『アンクル・ジョン』B面）。演奏はミッキー吉野グループ。
    - 作詞者について、本アルバムでは奈良橋陽子となっているが、「ゴダイゴ永遠のオデュッセイア」（1980年7月・徳間書店）では、旧友の小山譲治（ジョージ小山）であるとタケカワは証言している。このためか、「シングル・コレクションvol.2」ではジョージ小山とクレジットされている。
11. APPLE CANDY（アップル・キャンディ）
  - 作詞:奈良橋陽子　作曲:タケカワユキヒデ　編曲:ミッキー吉野
12. LYRIC（リリック）
  - 作詞:奈良橋陽子　作曲:タケカワユキヒデ　編曲:ミッキー吉野
13. RED CHAPEAU（レッド・シャポー）
  - 作詞:ミッキー吉野、Tommy Snyder　作曲・編曲:ミッキー吉野
    - 曲のラストで初めてゴダイゴは日本語詞をレコーディングしている

### VOL.2
1. ジャンゴ（DIANGO）
  - 作詞:奈良橋陽子、伊藤アキラ　作曲:タケカワユキヒデ　編曲:ミッキー吉野
2. PRELUDE（プレリュード）
  - 作詞:奈良橋陽子　作曲:タケカワユキヒデ　編曲:ミッキー吉野
3. MORNING（モーニング）
  - 作詞:奈良橋陽子　作曲:タケカワユキヒデ　編曲:ミッキー吉野
4. 友だちはいいもんだ（DAZZLED BLIND BY YOU）
  - 作詞:奈良橋陽子、伊藤アキラ　作曲:タケカワユキヒデ　編曲:ミッキー吉野
5. マジック・カプセル（MAGIC CAPSULE）
  - 作詞:奈良橋陽子、伊藤アキラ　作曲:タケカワユキヒデ　編曲:ミッキー吉野
6. LOVING & LOVING（ラヴィング・アンド・ラヴィング）
  - 作詞:Tony Bender　作曲:タケカワユキヒデ　編曲:ミッキー吉野
7. ドキ・ドキ・サマー・ガール（DOKI DOKI SUMMER GIRL）
  - 作詞:岡田冨美子、Will Williams　作曲:タケカワユキヒデ　編曲:ミッキー吉野
8. ピーチ・ネクター〜レッツ・ゲット・バック〜デリシャス〜ハヴァナ〜チェスナット・トゥリー（PEACH NECTOR~LET'S GET BACK~DELICIOUS~HAVANA~CHESRNUT TREE）
  - 作詞:奈良橋陽子　作曲:タケカワユキヒデ　編曲:ミッキー吉野
    - ゴダイゴが手がけた森永製菓CMソングメドレー。因みに日本で初めて「ネクター」を商標登録したのは森永製菓だった（1960年商標出願）。
    - 「CHESRNUT TREE」は、アルバム『KATHMANDU』に収録されていた「CARAVANSERAI」に別の歌詞を付けている。
9. (カミング・トゥゲザー・イン・)カトマンズ（COMING TOGETHER IN KATHMANDU）
  - 作詞:奈良橋陽子、松本隆　作曲:タケカワユキヒデ　編曲:ミッキー吉野
10. ハピネス（HAPPINESS）
  - 作詞:奈良橋陽子、山川啓介　作曲:タケカワユキヒデ　編曲:ミッキー吉野
11. CATHEY（キャセイ）
  - 作詞:Tony Williams　作曲:Vic Jordan　編曲:ミッキー吉野